# NetBIOS Frames協定
NetBIOS Frames協定（英語：NetBIOS Frames protocol，縮寫為NBF），又稱NetBIOS over IEEE 802.2 LLC，一種非路由網路協定，屬於傳輸層。在1990年代，廣泛用於微軟視窗系統中，如 LAN Manager，LAN Server，Windows for Workgroups，Windows 95 與 Windows NT。
它最早起源於1980年代，微軟為IBM在令牌环網路上，開發NetBIOS模擬器，名為NetBEUI，其中包括了NetBIOS Frames協定。微軟一開始根據IBM NetBEUI第二版，繼續開發這個協定，因此一開始也稱呼這個協定為NetBEUI。